# Giorgio Kaniadakis
Giorgio Kaniadakis (em grego:  Γεώργιος Κανιαδάκης; Chania, 5 de junho de 1957) é um físico greco-italiano, cuja pesquisa se concentra em física estatística teórica. A sua contribuição mais notória é a generalização relativista da entropia de Boltzmann, conhecida por ser pioneira em superar a Stosszahlansatz de Boltzmann (hipótese do caos molecular) no âmbito da relatividade especial. A otimização da entropia de Kaniadakis gera a distribuição de Kaniadakis, considerada uma das candidatas mais viáveis para explicar distribuições estatísticas de cauda de lei de potência observada experimentalmente numa ampla variedade de sistemas físicos complexos naturais e artificiais.

## Biografia
Nascido em Hania, na Grécia, G. Kaniadakis chegou em 1975 na Itália. Em 1981 terminou o seu bacharelado em Engenharia Nuclear pelo Instituto Politécnico de Turim. Em 1985 terminou o seu mestrado em Fisica Nuclear pela Universidade de Turim. Em 1989, recebeu o título de doutor em Física pelo Politécnico de Turim. Na mesma instituição, de 1986 a 1988, G. Kaniadakis foi pesquisador no Departamento de Física do Politécnico de Turim com bolsa de treinamento do Centro Internacional de Física Teórica de Trieste. Depois, ele foi bolsista no Politécnico de Turim com bolsa de 1 ano do INFM (1988–1989), para formação no Departamento de Física. Em seguida, de 1989 a 1990, ele atuou como bolsista de treinamento em pesquisa neste mesmo departamento, onde trabalha até os dias atuais como Pesquisador e Docente Permanente. G. Kaniadakis atua como membro de corpos editorias de várias revistas cientificas, tais como Advances in Mathematical Physics e Journal of Physics & Astronomy.

## Contribuições
Seu trabalho principal de 2001 intitulado "Non-linear kinetics underlying generalized statistics" publicado no jornal Physica A: Statistical Mechanics and its Applications, tem como objetivo complementar a  estatística de Maxwell-Boltzmann em limites onde essa não é satisfeita. A proposta de generalização feita por Kaniadakis, mais conhecida como Estatística de Kaniadakis (ou Estatística κ), tem sido ativamente estudada no meio científico. A Estatística de Kaniadakis tem como pilar central a entropia de Kaniadakis que gera distribuições probabilísticas com caudas em forma de lei de potência. Vale ainda salientar que G. Kaniadakis foi pioneiro na superação do Stosszahlansatz de Boltzmann no contexto da relatividade especial.